# MDB Tools
MDB Tools - пакет компьютерных программ, служащий для доступа к базам данных в формате Microsoft Access (*.mdb) под различными программными платформами.
Пакет MDB Tools включает в себя утилиты для экспорта в другие базы данных, в частности Oracle и PostgreSQL.
Также в пакет входит простой SQL-движок для выполнения простых SQL-запросов. Версия 0.5 включает GUI. Кроме того, имеется драйвер ODBC. Благодаря этому можно работать с mdb-файлами через OpenOffice Base.
MDB Tools на данный момент поддерживает только чтение баз данных в форматах Access 97 (Jet 3) и Access 2000/2002 (Jet 4). Запись будет поддерживаться во всех версиях, начиная с 0.6.